# BMW X3 (F25)
Le BMW X3 (désignation interne F25) est un SUV compact du constructeur automobile allemand BMW et il est le successeur du premier X3 (E83).

## Historique du modèle

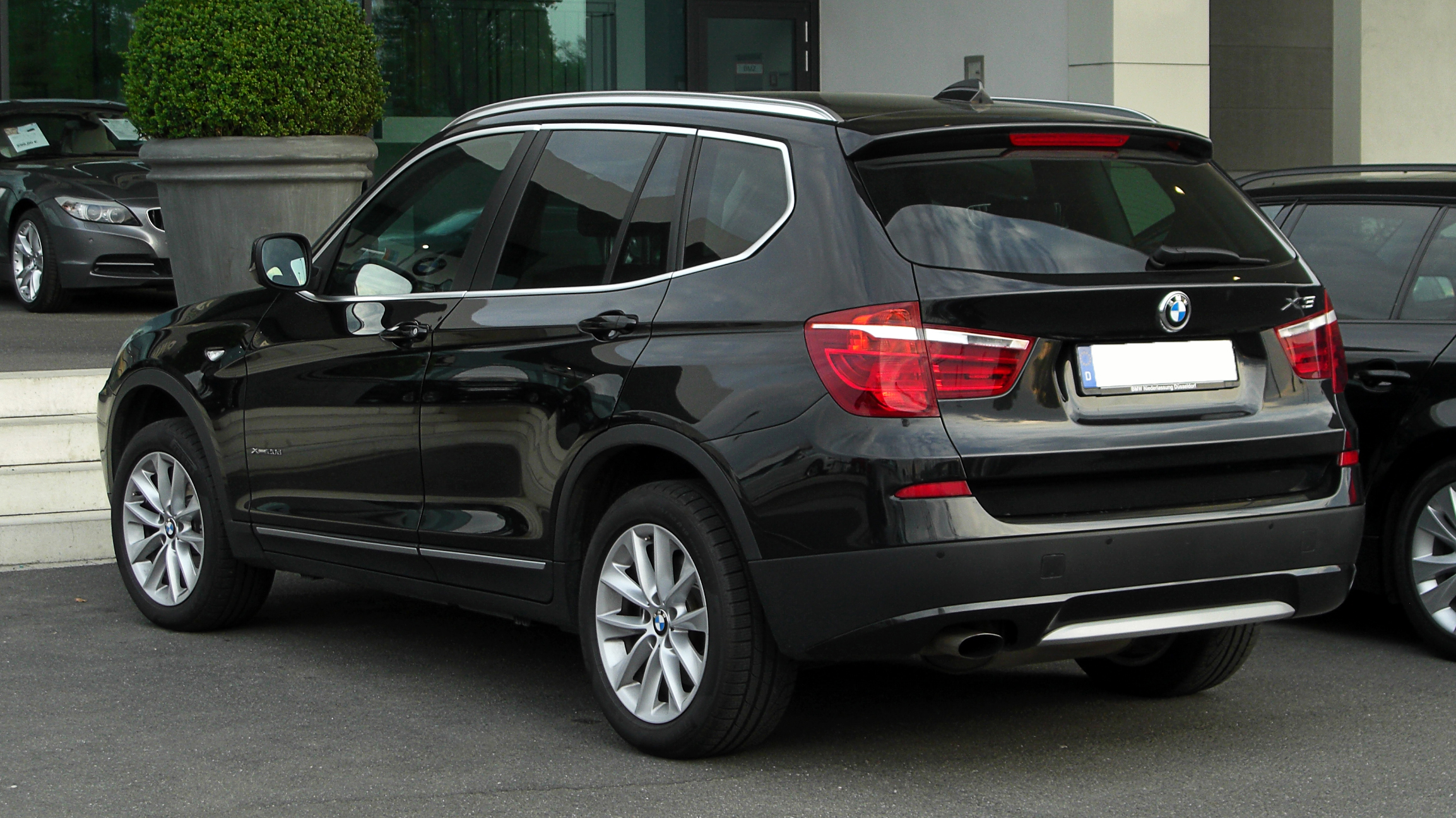
BMW X3 xDrive20d, vue arrière

La première en salon a eu lieu au Mondial de l'Automobile de Paris 2010. Le 20 novembre 2010, BMW a lancé le modèle en Allemagne. Le F25 était produit dans l'usine américaine de BMW US Manufacturing Company à Greer (Caroline du Sud). À l'automne 2017, le SUV a été remplacé par le G01.

### Lifting
À partir de juin 2014, une version rénovée du F25 a été introduite sur le marché, qui a été officiellement présentée pour la première fois au public au Salon international de l'automobile de Genève 2014.

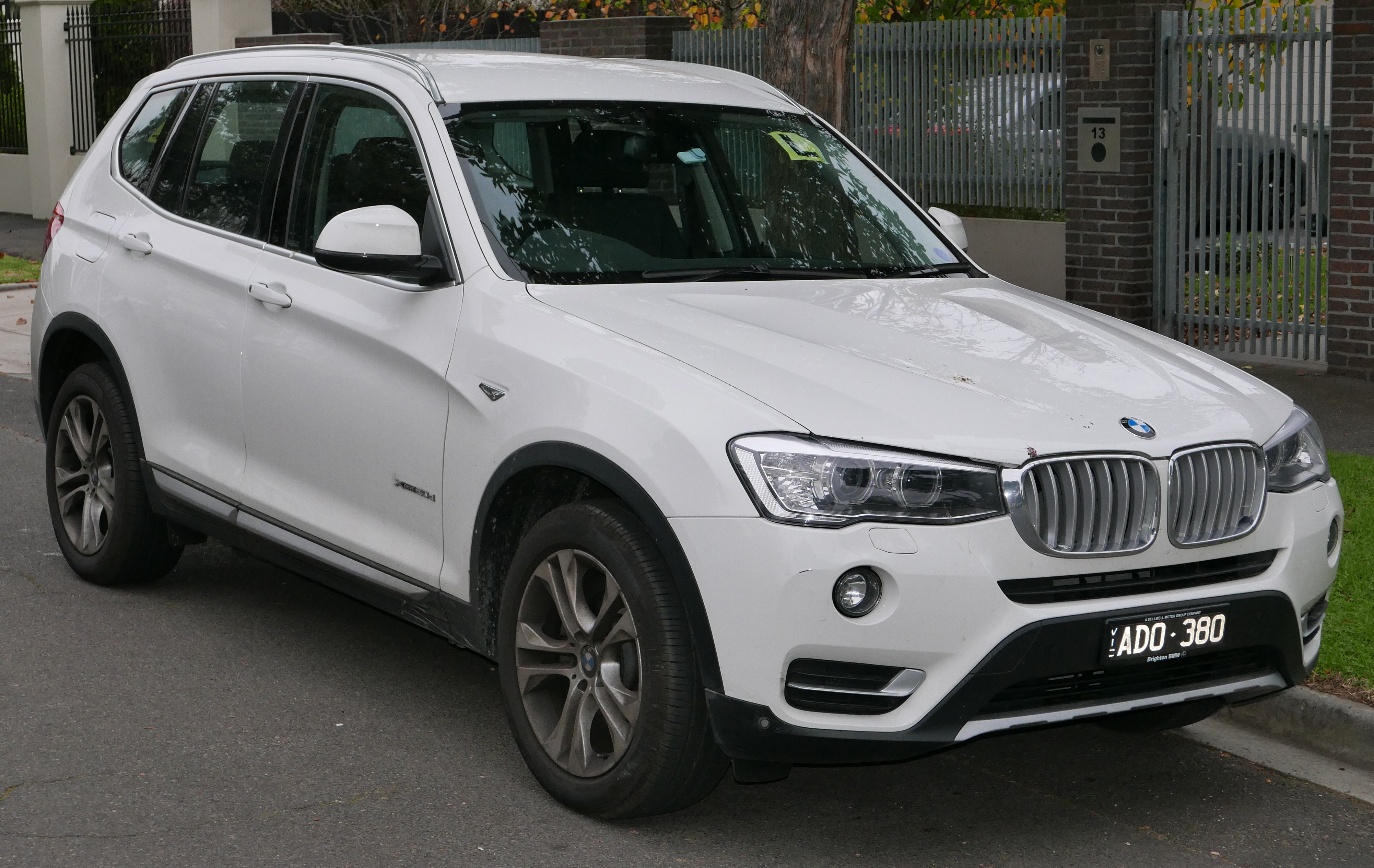
Mulet du BMW F25 relifté en 2014, avant
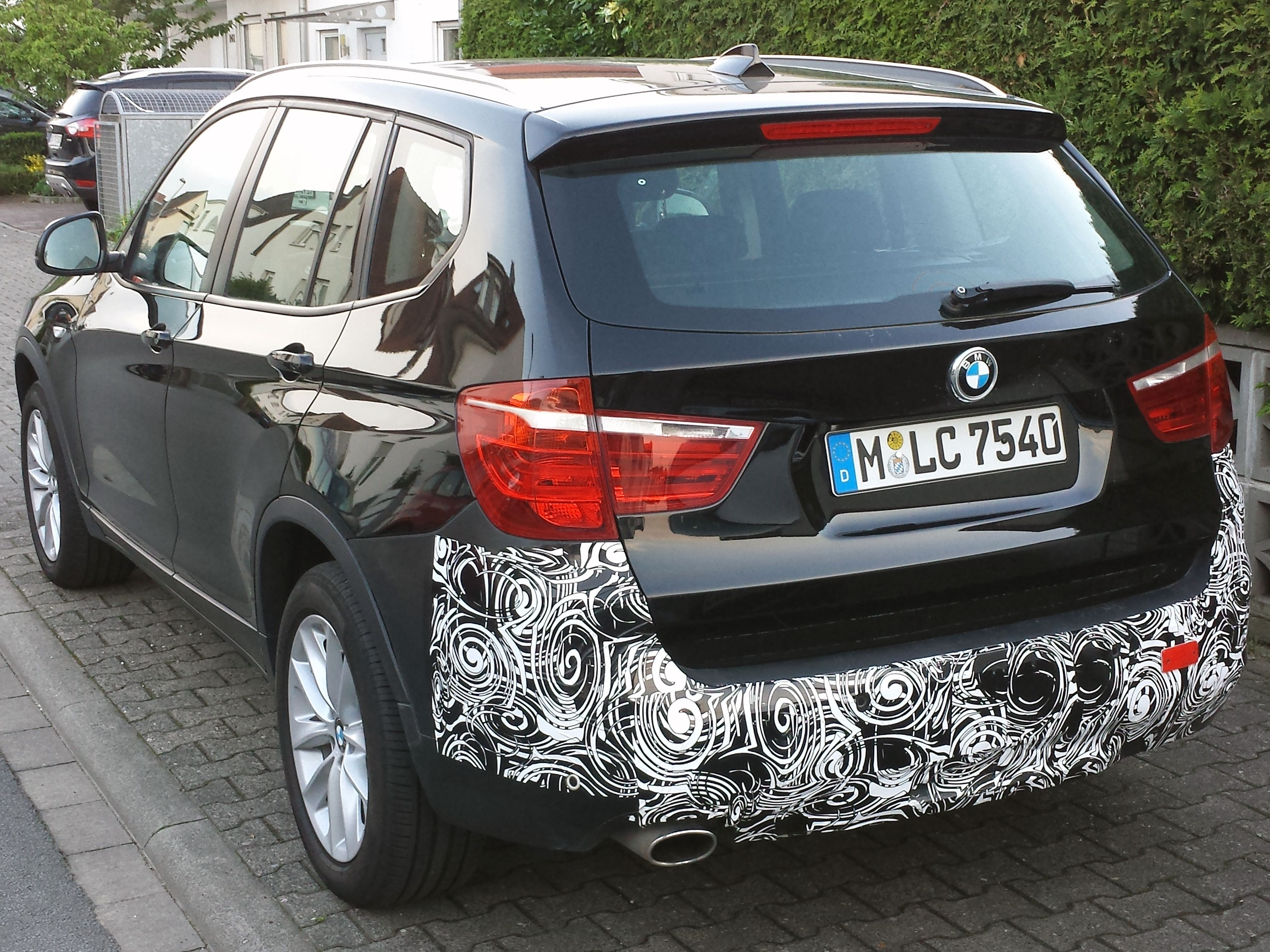
Mulet du BMW F25 relifté en 2014, arrière

## Technologie

### Moteurs
Tous les modèles, à l'exception du sDrive 18d, qui était disponible à partir de novembre 2012, et du sDrive 20i, qui était disponible entre mars 2014 et février 2016, étaient équipés d’usine de la transmission intégrale XDrive.
Un convertisseur à réduction catalytique sélective, pour réduire les émissions de NOx, est installé de série avec les moteurs diesel livrés aux USA depuis fin 2008.

### Transmission
Certaines versions du modèle ont une transmission manuelle à six vitesses, il existe une transmission automatique à huit vitesses en option, qui est installée de série sur les versions les mieux équipées. En raison de la large répartition des rapports, le niveau de régime moteur et le niveau de bruit à haute vitesse ont été réduits. Malgré l'augmentation de six à huit rapports de la transmission automatique ZF-8HP, des composants supplémentaires pouvaient être supprimés. Le poids et les dimensions n'ont que légèrement augmenté par rapport à la transmission automatique ZF-6HP. La transmission automatique à huit rapports peut sauter des rapports, de sorte qu'elle peut passer de la huitième à la deuxième vitesse lorsque la situation de conduite l'exige, et elle n'a qu'à ouvrir un seul embrayage. La boîte de vitesses est fabriquée par ZF Friedrichshafen.

### Châssis, direction
Le châssis est nouvellement développé. La direction assistée électromécanique est de série, mais la direction sport avec direction assistée variable est également une option. L'essieu avant se compose de jambes de force MacPherson et de triangles inférieurs divisés en jambes de traction et de pression, qui agissent sur deux articulations côte à côte sur les porte-roues (essieu à jambes de tension à double articulation). Il y a une suspension à cinq bras à l'arrière.

### Contrôle dynamique de l'amortissement et contrôle de la dynamique de conduite
Les amortisseurs à commande électronique s'adaptent à la fois à la surface de la route et au style de conduite. La cartographie de la commande des amortisseurs peut être influencée par le conducteur via le "contrôle de la dynamique de conduite". La fonction, disponible pour la première fois sur une BMW X, permet de choisir entre les modes "Normal", "Sport" et "Sport+" sur simple pression d'un bouton. Il influence le comportement de l'amortissement, la progression de la pédale d'accélérateur, la réponse du moteur, les caractéristiques de la direction assistée et de l'ESP, et la dynamique de changement de vitesse de la transmission automatique.

### Sécurité
La note globale du véhicule lors du crash test Euro NCAP réalisé en 2011 est de cinq étoiles. Lors du test de collision mené par l'IIHS pour l'année modèle 2012, il a été classé « Bien » dans le test de choc « frontal avec chevauchement modéré » et il a reçu le prix « Meilleur choix de sécurité 2012 ».

## Autres d'équipements spéciaux
- Affichage tête haute
- Internet
- Caméra de recul optionnelle avec Top View
- Finition M-Sport
- Alerte de franchissement involontaire de ligne
- Speed Limit Info, un système de reconnaissance des panneaux routiers. A cet effet, une caméra contrôle les panneaux routiers avec limitation de vitesse. Ceux-ci sont ensuite affichés sur le compteur de vitesse et sur l'affichage tête haute.

## Violation de la norme d'émission
Lors d'essais routiers menés par l'International Council on Clean Transportation (ICCT), le BMW X3 xDrive 20d n'était pas conforme à la norme antipollution européenne Euro 6. La valeur autorisée a été "dépassée plus de 11 fois",, Avec ce résultat de test, le X3 était encore pire que la Volkswagen Passat à laquelle l'Agence américaine de protection de l'environnement s'est opposée. Ils ont déclaré « Toutes les données de mesure indiquent qu'il ne s'agit pas d'un problème spécifique à Volkswagen »,,,. Un porte-parole de BMW a déclaré à Reuters qu'il n'avait rien à ajouter à la déclaration,. Un porte-parole de BMW a répondu à la demande d'Auto Bild quant à savoir si BMW utilise des calibrages de moteur différents pour les mesures au banc d'essai et sur la route : "BMW n'a aucune fonction pour détecter les mesures des gaz d'échappement. Tous les systèmes d'échappement restent actifs en dehors des mesures d'échappement". L'allégation de manipulation de la part de BMW a été rejetée par Autobild dans une clarification. L'ICCT ne fournit pas non plus d'informations sur les conditions générales de l'examen sur route qui permettraient de reproduire ou d'expliquer les résultats.

## Chiffres de ventes
| Année | Chiffres de ventes |
| ----- | ------------------ |
| 2016  | 13.756             |
| 2015  | 14.862             |
| 2014  | 17.068             |
| 2013  | 20.800             |
| 2012  | 25.680             |
| 2011  | 20.863             |
| 2010  | 396                |

,,

## Inventaire en Allemagne
En Allemagne, le stock de BMW F25 est répertorié selon le fabricant, les numéros de code de type et la Kraftfahrt-Bundesamt. Les types avec moins de 100 véhicules ne sont pas représentés.
| Chiffres du fabricant/Numéros des codes de type | Modèles   | kW     | 1.1.2011 | 1.1.2012 | 1.1.2013 | 1.1.2014 | 1.1.2015 | 1.1.2016 | 1.1.2017 |
| ----------------------------------------------- | --------- | ------ | -------- | -------- | -------- | -------- | -------- | -------- | -------- |
| 0005/AZS                                        | xDrive28i | 190    |          | 476      | 639      | 636      | 599      | 607      | 600      |
| 0005/AZT                                        | xDrive35i | 225    | 184      | 920      | 1.226    | 1.389    | 1.466    | 1.574    | 1.728    |
| 0005/AZU                                        | xDrive20d | 135    |          | 15.983   | 32.077   | 43.499   | 45.071   | 42.918   | 41.052   |
| 0005/AZW                                        | xDrive30d | 190    |          | 3.933    | 8.486    | 11.614   | 13.959   | 16.294   | 18.494   |
| 0005/BGR                                        | xDrive20i | 135    |          |          | 1.240    | 2.051    | 2.629    | 2.926    | 3.406    |
| 0005/BGS                                        | xDrive28i | 180    |          |          | 261      | 480      | 660      | 753      | 932      |
| 0005/BGT                                        | xDrive35d | 230    |          | 233      | 1.836    | 2.980    | 3.901    | 4.577    | 5.091    |
| 0005/BGU                                        | sDrive18d | 105    |          |          |          | 921      | 1.240    | 1.211    | 1.076    |
| 0005/BVE                                        | sDrive20i | 135    |          |          |          |          | 110      | 257      | 308      |
| 0005/BVF                                        | sDrive18d | 110    |          |          |          |          | 624      | 1.305    | 1.785    |
| 0005/BVG                                        | xDrive20d | 140    |          |          |          |          | 7.127    | 16.208   | 24.484   |
| Quelle                                          | Quelle    | Quelle | [ 23 ]   | [ 24 ]   | [ 25 ]   | [ 26 ]   | [ 27 ]   | [ 28 ]   | [ 29 ]   |